# El perfume del cardamomo
El perfume del cardamomo es un libro de cuentos del escritor español Andrés Ibáñez. Se compone de veinticinco «cuentos chinos» que, en palabras del autor, constituyen «un homenaje a una cultura, a un sistema poético y a un cierto tono de decir las cosas que, una vez escuchado, jamás puede olvidarse. Este tono es la música de la poesía y de la prosa chinas, esa mezcla incomparable de lirismo, melancolía y un súbito sentido práctico de las cosas...».
En esta compilación de cuentos, la mayoría de muy corta extensión, convergen una variedad de historias que destacan por su audacia y sutileza y por el tono poético y evocador de sus personajes y de las historias en las que se ven inmersos: bellas historias de amor ("Las hermanas Wang"), historias de criminales compasivos ("La mujer del bandido"), de animales y alquimistas o la de un ingeniero que intenta reparar un puente invisible ("El puente colgante de Bosha"). El libro recibió el Premio NH de Relatos Inéditos en 2003.